# Rafael Masahiro Umemura
Rafael Masahiro Umemura (jap. ラファエル 梅村 昌弘 Rafaeru Umemura Masahiro; ur. 14 czerwca 1952 w Jokohamie) – japoński duchowny rzymskokatolicki, od 1999 biskup diecezjalny Jokohamy. 

## Życiorys
Święcenia kapłańskie przyjął 25 marca 1985 w diecezji Jokohamy. 16 marca 1999 papież Jan Paweł II mianował go ordynariuszem tej diecezji. Sakry udzielił mu 15 maja 1999 kardynał Peter Seiichi Shirayanagi, ówczesny arcybiskup metropolita Tokio. 